# أليساندرو ريدل
أليساندرو ريدل (بالألمانية: Alessandro Riedle)‏ (مواليد 14 أغسطس 1991 في ليندينبيرغ آيم ألغاو - ألمانيا) لاعب كرة قدم ألماني يلعب حاليا لصالح نادي الدرجة الأولى شتوتغارت الألماني منذ 2009 في مركز المهاجم .

## وصلات خارجية
- أليساندرو ريدل على موقع اتحاد تركيا (لاعب) (الإنجليزية)
- أليساندرو ريدل على موقع قاعدة بيانات كرة القدم.إي يو (الإنجليزية)
- أليساندرو ريدل على موقع بيانات كرة القدم. دي إي (الألمانية)
- أليساندرو ريدل على موقع Soccerway.com (الإنجليزية)
- أليساندرو ريدل على موقع عالم كرة القدم.نت (الإنجليزية)